# Čikungunja
Vročica čikungunja (chikungunya), virusna bolezen čikungunja (chikungunya), tudi samo chikungunya, čikungunja ali čikenganja, je virusna vročinska bolezen z bolečinami v sklepih in včasih s hemoragičnim izpuščajem. Povzroča jo virus čikungunje, ki ga prenašajo komarji rodu Aëdes. Vročina in bolečine v sklepih se praviloma pojavijo 2 do 12 dni po izpostavljenosti povzročitelju. Pojavijo se lahko tudi glavobol, bolečine v mišicah in otekanje sklepov. Večina bolnikov okreva po enem tednu, pri nekaterih pa lahko bolečine v sklepih vztrajajo tudi več mesecev. Smrtnost zaradi bolezni znaša okoli 1 na 1.000 primerov. Večje tveganje za hujši potek bolezni je pri otrocih, starostnikih in pri bolnikih s pridruženimi boleznimi.
Virus prenašata dve vrsti komarjev, tigrasti komar (Aedes albopictus) in komar ščitar (Aedes aegypti). Obe vrsti napadata ljudi pretežno podnevi. Naravni rezervoar virusov predstavljajo številne živali, vključno s pticami in glodavci. Bolezen se diagnosticira s potrditvijo virusne DNK ali protiteles iz bolnikove krvi. Simptomi okužbe so podobni kot pri dengi ali ziki. Po prvotni okužbi ostane večina posameznikov imuna proti ponovni okužbi.
Najboljša ukrepa za preprečevanje bolezni sta nadzor nad komarji in izogibanje pikom komarjev v območjih, kjer je bolezen razširjena. Pri tem pomaga uporaba odganjal (repelentov) in zaščitnih mrež. Cepivo ali specifično protivirusno zdravilo ne obstaja. Za zdravljenje se uporabljajo zdravila za zniževanje vročine in lajšanje bolečin, priporočata pa se tudi počitek in uživanje dovoljšnjih količin tekočine.
Bolezen so prvič odkrili leta 1952 v Tanzaniji. Značilno se pojavlja v Afriki in Aziji, o izbruhih pa so poročali že tudi v Severni in Južni Ameriki ter Evropi. Po ocenah je leta 2014 za boleznijo zbolelo po vsem svetu več kot milijon ljudi. Zadnja leta številne evropske države, tudi Slovenija, poročajo o primerih čikungunje pri turistih, ki so se vrnili iz endemičnih območij. Beseda chikungunya izhaja iz jezika makonde in pomeni »to, kar ukrivlja«, saj bolečine v sklepih povzročijo značilno ukrivljeno držo bolnikov.

## Znaki in simptomi
Inkubacijska doba bolezni traja od enega do dvanajst dni, najpogosteje pa od tri do sedem dni. Poteka lahko brezsimptomno, vendar se pri večini bolnikov, in sicer pri 72–97 %, simptomi pojavijo. Značilni simptomi zajemajo nenaden pojav visoke vročine, bolečine v sklepih in izpuščaj. Pojavijo se lahko tudi glavobol, utrujenost, prebavne motnje in vnetje veznice, možne pa so tudi manjše krvavitve iz nosu in dlesni.
Na osnovi podatkov iz nedavnih epidemij so ugotovili, da lahko vročina poleg akutne faze spremlja tudi kronično fazo bolezni. Pri akutni fazi opisujejo dve stopnji, in sicer viremično fazo v prvih petih do sedmih dneh, ki ji sledi faza okrevanja. Faza okrevanja traja okoli deset dni in v tem času simptomi slabijo, virus v krvi pa ni več zaznaven. Bolezen, ki se značilno začne z nenadno visoko vročino, praviloma traja nekaj dni do enega tedna, v nekaterih primerih tudi deset dni. Vročina praviloma presega 39 °C, lahko dosega tudi 40 °C, in poteka dvofazno več dni; mestoma izgine in se ponovno pojavi. Vročina sledi pojavu viremije in v akutni fazi bolezni jakost simptomov odraža raven virusa v krvi. Ko se v krvi pojavijo protitelesa IgM, se začne viremija zmanjševati. Glavobol, nespečnost in huda utrujenost običajno vztrajajo še okoli pet do sedem dni po padcu viremije.
Pojavu vročine sledijo hude bolečine in otrdelost sklepov, ki pogosto trajajo več tednov ali mesecev. Prizadeti sklepi so zaradi hudih bolečin lahko skorajda povsem negibni. O bolečinah v sklepih poroča 87–98 % bolnikov; skoraj v vseh primerih je prizadet več kot en sklep. Redko pride do otekanja sklepov. Praviloma so prizadeti tako sklepi zgornjih kot spodnjih okončin; prizadetost je značilno simetrična. Pogosteje so prizadeti sklepi, ki so bili že predhodno poškodovani, na primer zaradi osteoartritisa. Najpogosteje so boleči obkrajni sklepi, kot so zapestje, gležnji in sklepi prstov na rokah in nogah ter nekateri veliki sklepi, kot so rama, komolec in koleno. Bolečine so lahko prisotne tudi v mišicah in vezeh.
Izpuščaj se pojavi pri 40–50 % bolnikov, običajno v makulopapulozni obliki. Izpuščaj praviloma nastopi dva do pet dni po pojavu prvih simptomov. Prisotni so lahko tudi prebavni simptomi, vključno z bolečinami v trebuhu, slabostjo, bruhanjem in drisko. Več kot polovica bolnikov zaradi utrujenosti in bolečin ne more normalno izvajati vsakodnevnih dejavnosti. V redkih primerih lahko nastopi vnetje očesa v obliki iridociklitisa ali uveitisa, na mrežnici se lahko pojavijo lezije.
Pride lahko tudi do prehodne motnje v delovanju jeter.
V redkih primerih so v povezavi s chikungunyo poročali o nevroloških motnjah, kot so Guillain-Barréjev sindrom, omrtvelost (pareza), meningoencefalitis, ohlapna paraliza in nevropatija. Za razliko od denge se pri čikungunji le zelo redko pojavijo krvavitve. Če pri bolniku nastopi krvavitev, je treba pomisliti na druge bolezni, sookužbo z dengo ali sočasno prisotno prirojeno hepatopatijo.

### Kronična bolezen
Glede na izsledke nedavnih epidemij kaže, da lahko čikungunja povzroči tudi dolgotrajne simptome, ki vztrajajo dlje kot akutna bolezen. Bolezensko stanje so poimenovali z virusom chikungunya povzročena kronična artralgija. Dolgo časa vztrajajoči simptomi niso povsem novo opažanje, saj so o dolgotrajnem artritisu poročali že po izbruhu bolezni leta 1979. Dolgotrajni simptomi so pogostejši pri starejših bolnikih in bolnikih s predhodno prisotno revmatološko boleznijo.
Med izbruhom bolezni na otoku Reunion leta 2006 je več kot polovica bolnikov, starejših od 45 let, poročala o dolgotrajnih mišično-skeletnih bolečinah, okoli 60 % bolnikov pa o bolečinah v sklepih tudi tri leta po akutni okužbi. V raziskavi bolnikov v Franciji, ki so se okužili v tujini, so poročali, da je imelo bolečine v sklepih dve leti po akutni okužbi še vedno 59 % bolnikov. Po lokalni epidemiji v Italiji je eno leto po akutni okužbi poročalo o bolečinah v mišicah, bolečinah v sklepih ali asteniji  66 % bolnikov.
Vzrok kroničnih simptomov po akutni vročici čikungunja ni povsem pojasnjen. Pri bolnikih, ki so poročali o kroničnih simptomih, niso zasledili bioloških označevalcev avtoimunske ali revmatoidne bolezni. Določeni dokazi na podlagi človeških in živalskih modelov nakazujejo, da bi lahko virus chikungunye povzročil kronično okužbo. Na primer pri bolniku, ki je doživel ponovitev epizode bolezni tri mesece po prvotni okužbi, so v vzorcu mišičnine našli virusne antigene. Virusne antigene in virusno RNK so dokazali tudi v makrofagih iz sinovijskega sklepa bolnika, ki je doživel ponovitev bolezni 18 mesecev po prvotni okužbi. Izsledki več živalskih modelov nakazujejo, da bi lahko virus povzročal perzistentno okužbo. Pri miših so dokazali, da je virusna RNK zaznavna v tkivih v okolici sklepov vsaj 16 mesecev po inokulaciji in je povezana s prisotnostjo kroničnega sinovitisa. Na živalskem modelu s primati so ugotovili, da lahko virus vztraja v vranici vsaj šest tednov.

## Povzročitelj

### Virologija
Povzročitelj vročice čikungunja je virus čikungunje (CHIKV), ki spada v rod alfavirusov in družino togavirusov. Virus so prvič osamili v Tanzaniji leta 1953. Spada med viruse RNK; njegovo dednino predstavlja pozitivno usmerjena enoverižna RNK, ki meri okoli 11,6 kb. Soroden je virusom Semliki Forest, O'nyong'nyong in virusu reke Ross. Ker ga prenašajo členonožci, natančneje komarji, ga lahko uvrstimo med tako imenovane arboviruse (angl. arthropod-borne virus – virus, ki ga prenašajo členonožci).  Doslej so opisali tri genotipe virusa, ki se tudi antigensko razlikujejo: zahodno afriški, vzhodno-osrednje-južno afriški in azijski genotip.

### Prenašanje
Čikungunja se na splošno prenaša na ljudi preko komarjev. Redkejša oblika prenosa je vertikalni prenos, torej z okužene matere na otroka med nosečnostjo ali porodom. Pri večini okužb v teku nosečnosti se virus ne prenese na plod. Če je mati viremična ob porodu, je tveganje za prenos okužbe na novorojenčka 49 %. Teoretično bi bil mogoč v času izbruhov tudi prenos s transfuzijo okužene krvi ali presaditvijo okuženih organov, vendar o takem načinu prenosa doslej še niso poročali. V obdobju epidemije so glavni naravni rezervoar virusa okuženi bolniki. V začetku akutne okužbe ima bolnik v krvi visoko koncentracijo virusa in komarji lahko virus prenesejo z bolnikov na zdrave osebe.. V času, ko med prebivalstvom ni epidemije, predstavljajo poglavitni rezervoar virusa različne živali, in sicer opice, ptice in drugi vretenčarji. Bolezen prenašajo komarji iz rodu Aëdes. Tigrasti komar  (Aëdes  aegypti) je najpogostejši vektor, vendar lahko bolezen prenašajo tudi druge vrste, na primer ščitasti komar (Aëdes albopictus).

## Epidemiologija
Čikungunja je endemična virusna bolezen v nekaterih predelih Afrike in Azije (Filipini, Malezija, Kambodža, Indija, Pakistan), od leta 2005 pa se pojavlja tudi na Komorskih otokih, Mavriciju, Reunionu, Sejšelih in Madagaskarju. O hitrem širjenju bolezni poročajo iz Indije, Šrilanke in Indonezije. Številne evropske države poročajo po letu 2005 o vnesenih primerih čikungunje, in sicer pri turistih, ki so se okužili med potovanji v tropske predele. O nekaj primerov okužb pri potnikih, ki so zboleli pred vrnitvijo ali zelo kmalu po vrnitvi iz tropskih krajev, so poročali tudi v Sloveniji, ni pa bilo doslej primerov avtohtonih okužb. Obstaja možnost, da se v omejenem obsegu po vnosu v državo čikungunja razširi iz okužene osebe na lokalne komarje in preko komarjev na prebivalce v bližnji okolici. To se je zgodilo leta 2007 v Italiji v pokrajini Emilija - Romanja, ko je šlo za prvi večji izbruh čikungunje v državi z zmernim podnebjem.